# Виконт де Кабрера
Виконт де Кабрера — испанский дворянский титул, существовавший с середины XII века. Первоначально виконтство Кабрера входило в состав Княжества Каталония с резиденцией в замке Кабрера (Л’Эскироль или Санта-Мария-де-Корко). При помощи брачных союзов виконты Кабрера породнились с более сильными родами, в Галисии (Траба), Кастилии (Лара), Бискайи (Аро) и Арагоне (короли Арагона), расширив свои домены и увеличив свою политическую власть.

## История
Замок Кабрера был расположен в непосредственной близости от нынешнего муниципалитета Санта-Мария-де-Корко, провинция Барселона, автономное сообщество Каталония.
Первым сеньором замка Кабрера был Гаусфредо де Кабрера, который упоминается в 1002 году. Его сын Герау I де Кабрера породнился с Эрмессендой де Монтсориу, дочерью виконта Жироны Амата де Монтсориу. Их сын, Понсе I де Кабрера, объединил виконтство Жирона и сеньорию Кабрера под названием виконтство Кабрера.
В 1335 году виконт де Кабрера присоединил к своим владениям виконтство де Бас, добавив к своим владениям Ла-Валь-д’эн-Бас, Риудаура и Ла-Гарроча. Графство Осона, в которое входило Плана де Вик, было подарено королём Арагона Педро IV Бернару III де Кабрере.
Затем в состав виконтства были включены графство де Муорика, виконтство де Ажер и графство де Урхель. В 1236 году король Арагона Хайме I передал графство Урхель Понсу де Кабрере (1216—1243), старшему сыну виконта Геро IV де Кабрере.

## Список виконтов де Кабрера

### Дом Кабрера
- 1145—1161: Хиральдо де Кабрера  (? — около 1161), 1-й виконт де Кабрера, сын Понсе Гиральдо де Кабреры (? — 1162), сеньора де Кабрера, и Санчи Нуньес. Супруга — Беренгуэла де Керальт.
- 1161—1199: Понсе III де Кабрера  (1152—1199), 2-й виконт де Кабрера , сын предыдущего. Супруга — Маркеза де Урхель.
- 1199—1229: Геро IV де Кабрера  (1180—1229), 3-й виконт де Кабрера, сын предыдущего. Был женат на Эйло Перес де Кастро.
- 1229—1242: Геро V де Кабрера  (1210—1243), 4-й виконт де Кабрера, сын предыдущего. Был женат на Рамоне де Монкада.
- 1242—1278: Геро VI де Кабрера  (1232—1278), 5-й виконт де Кабрера, сын предыдущего. Был женат на Санче де Санта-Эухении.
- 1278—1328: Маркеза де Кабрера  (1255—1328), 6-я виконтесса де Кабрера, дочь предыдущего. Супруг — Понсе V де Ампурьяс, 21-й граф де Ампурьяс (ок. 1264—1313). Ей наследовал двоюродный брат:
- 1328—1332: Бернардо I де Кабрера  (? — 1332), 7-й виконт де Кабрера, двоюродный брат предыдущей. Сын Рамона де Кабреры и Аламанды. Был женат на Леонор де Агилар.
- 1332—1343: Бернардо II де Кабрера  (1298—1364), 8-й виконт де Кабрера, сын предыдущего. Был женат на Тимбор де Фенольет
- 1343—1349: Понсе IV де Кабрера  (1320—1349), 9-й виконт де Кабрера, сын предыдущего. Был женат на Беатрис фольк де Кардоне. Ему наследовал его отец.
- 1349—1350: Бернардо II де Кабрера  (1298—1364), 8-й виконт де Кабрера.
- 1350—1368: Бернардо III де Кабрера  (1325—1368), 10-й виконт де Кабрера, сын предыдущего. Был женат на Маргарите де Фуа-Кастельбо.
- 1368—1423: Бернардо IV де Кабрера  (1352—1423), 11-й виконт де Кабрера, сын предыдущего. 1-я супруга — Тимбор де Прадес и Арагон, 2-я супруга — Сесилия де Урхель.
- 1423—1466: Бернардо V де Кабрера  (1400—1466), 12-й виконт де Кабрера , сын предыдущего. Был женат на Виоланте де Прадес.
- 1466—1474: Хуан I де Кабрера  (1425—1474), 13-й виконт де Кабрера, сын предыдущего. Супруга — Хуана де Девесе.
- 1474—1477: Хуан II де Кабрера  (1460—1477), 14-й виконт де Кабрера , сын предыдущего. Был женат на Анне де Монкаде и Кардоне. Ему наследовал его сестра.
- 1477—1526: Анна I де Кабрера  (1466—1526), 15-я виконтесса де Кабрера , сестра предыдущего. Супруг — Фадрике Энрикес де Веласко, 4-й адмирал Кастилии (1460—1537). Ей наследовал её племянница.
- 1526—1565: Анна II де Кабрера и Монкада  (ок. 1508—1565), 16-я виконтесса де Кабрера, племянница предыдущей. Супруг — Луис Энрикес и Хирон, 2-й герцог де Медина-де-Риосеко (ок. 1500—1572).

### Дом Энрикес
- 1567—1572: Луис Энрикес де Кабрера  (1567—1596), 17-й виконт де Кабрера, 7-й адмирал Кастилии, 2-й герцог де Медина-де-Риосеко, 6-й граф дель Мельгар, сын предыдущих.

### Дом Монкада
- 1572—1594: Франсиско де Монкада и Кардона  (1532—1594), 18-й виконт де Кабрера. Сын Хуана де Монкады и Тольсы, 1-го графа де Айтона (? — 1560), и Анны де Кардона
- 1594—1626: Гастон де Монкада и Гралья  (1554—1626), 19-й виконт де Кабрера, сын предыдущего
- 1626—1635: Франсиско де Монкада и Монкада (1586—1635) 20-й виконт де Кабрера, сын предыдущего
- 1635—1670: Гильен Рамон де Монкада и Кастро  (1619—1670), 21-й виконт де Кабрера, сын предыдущего
- 1670—1674: Мигель Франсиско де Монкада и Сильва  (1652—1674) 22-й виконт де Кабрера, сын предыдущего
- 1674—1727: Гильен Рамон де Монкада и Портокарреро  (1671—1727), 23-й виконт де Кабрера, сын предыдущего
- 1727—1756: Мария Тереза де Монкада и Бенавидес  (1707—1756), 24-я виконтесса де Кабрера, дочь предыдущего.

### Дом Фернандес де Кордова
- 1756—1789: Педро де Алькантара Фернандес де Кордова и Монкада  (1730—1789), 25-й виконт де Кабрера, сын Луиса Антонио Фернандесе де Кордовы и Спинолы, 11-го герцога де Мединасели (1704—1768), и Марии Терезы де Монкады и Бенавидес, 7-й маркизы де Айтона (1707—1756).
- 1789—1806: Луис Мария Фернандес де Кордова и Гонзага  (1749—1806), 26-й виконт де Кабрера, старший сын предыдущего и Марии Франсиски Хавьеры Гонзага и Караччиоло (1731—1757)
- 1806—1840: Луис Хоакин Фернандес де Кордова и Бенавидес  (1780—1840), 27-й виконт де Кабрера, старший сын предыдущего и Хоакины Марии де Бенавидес и Пачеко, 3-й герцогини де Сантистебан-дель-Пуэрто (1746—1805)
- 1840—1873: Луис Томас Фернандес де Кордова и Понсе де Леон  (1813—1873), 28-й виконт де Кабрера, старший сын предыдущего и Марии де ла Консепсьон Понсе де Леон и Карвахаль (1783—1856)
- 1873—1879: Луис Фернандес де Кордова и Перес де Баррадас[исп.]  (1851—1879), 29-й виконт де Кабрера, старший сын предыдущего и Анхелы Аполонии Перес де Баррадас и Бернуй, 1-й герцогини де Дения и Тарифа (1827—1903)
- 1880—1956: Луис Хесус Фернандес де Кордова и Салаберт[исп.]  (1880—1956), 30-й виконт де Кабрера, единственный сын предыдущего и Касильды Ремигии де Салаберт и Артеага, 9-й маркизы де ла Торресилья (1858—1936)
- 1956—2013: Виктория Евгения Фернандес де Кордова и Фернандес де Энестроса  (1917—2013), 31-я виконтесса де Кабрера, старшая дочь предыдущего от первого брака с Анной Марией Фернандес де де Энестроса и Гайосо де лос Кобос (1879—1938)
- 2018 — н.в. Виктория Елизавета де Гогенлоэ-Лангенбург и Шмидт-Полекс  (род 1997), 32-я виконтесса де Кабрера, дочь принца Марко Гогенлоэ-Лангенбурга, 19-го герцога де Мединасели (1962—2016), и Сандры Шмидт-Полекс (род. 1968), внучка принца Макса фон Гогенлоэ-Лангенбурга (1931—1994), и Анны Луизы де Медина и Фернандес де Кордовы, 13-й маркизы де Наваэрмоса и 9-й графини де Офалия (1940—2012), единственной дочери Виктории Евгении Фернандес де Кордовы, 18-й герцогини де Мединасели (1917—2013).